# Zlatko Brodarić
Zlatko Brodarić "Šćule" (Pula, 12. prosinca ...), hrvatski glazbenik. Studijski je gitarist iz Splita. Radio je vokalne dionice i glazbene aranžmane.

## Životopis
Rodio se u Puli. Svirao je u splitskom sastavu Metak. U Metku svira otkako je Ranko Boban otišao iz sastava, pa je u Metak došao kao gitarist, a njegov brat Željko Brodarić - Jappa prešao je na mjesto vokalista. 1980-ih je svirao gitarske dionice u Apokalipsi. Kao samostalni glazbenik Zlatko Brodarić objavio je za američko tržište tri nosača zvuka instrumentalne gitarske glazbe: Between Perpendiculars  (1999.), Going West, Looking East (2004.) te It's Chemical. Poslije je pokrenuo projekt Trio Brodarić u kojem svira sa sinovima Goranom (bubnjevi) i Lukom (bas gitara). Od 2015. svira i u sastavu Trio Trabacool.
Surađivao je s brojnim poznatim hrvatskim glazbenicima.

## Zanimljivosti
Napravio je glazbeni aranžman za poznatu skladbu Ča je život vengo fantažija Zdenka Runjića i Momčila Popadića.

## Vanjske poveznice
- ZAMP
- Diskografija.com
- Discogs
- Damir Vrdoljak Mandeta: Između okomica: razgovor sa Zlatkom Brodarićem, lipnja 2008.